# Гирбовецул-Ноу
Гирбовецул-Ноу (рум. Hîrbovățul Nou) — село в Аненій-Нойському районі Молдови. Адміністративно підпорядковане місту Аненій-Ной.

## Населення
За даними перепису населення 2004 року у селі проживали 484 особи.
Національний склад населення села:
| Національність       | Кількість осіб | Відсоток |
| -------------------- | -------------- | -------- |
| молдавани            | 460            | 95,0%    |
| українці             | 15             | 3,1%     |
| росіяни              | 4              | 0,8%     |
| болгари              | 3              | 0,6%     |
| інша / без відповіді | 2              | 0,4%     |
| Всього               | 484            | 100%     |